# Николаевские ворота

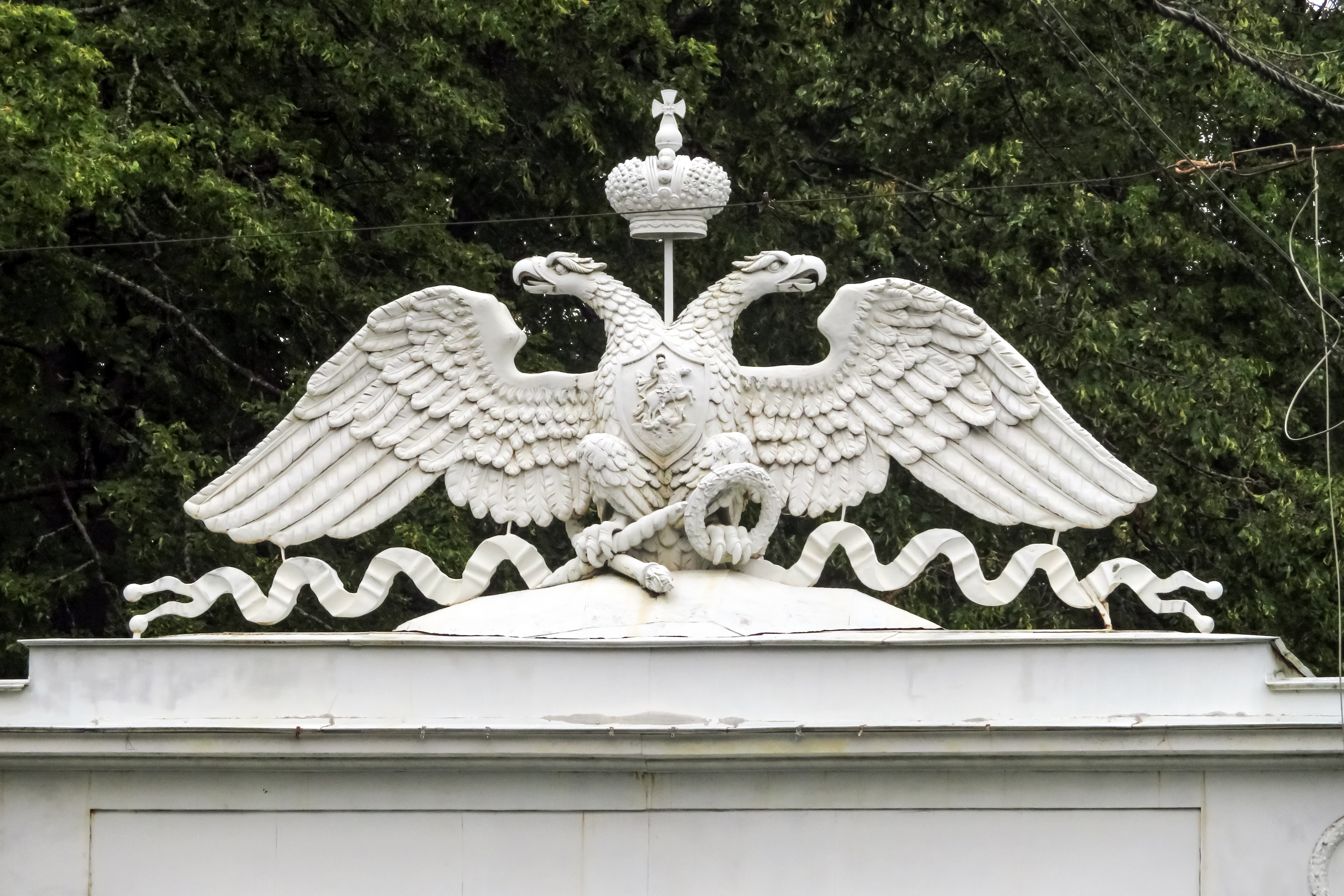
Орёл

Николаевские (Чугунные) ворота — памятник архитектуры, расположен в Павловске, у пересечения Садовой и Берёзовой улиц (на момент постройки — у границы парка и города). Построены в 1826 году по проекту К. И. Росси. Объект культурного наследия федерального значения.

## История
Парадные въездные ворота в Павловск сооружены в 1826 году по указанию императора Николая I в подарок матери, хозяйке Павловска, императрице Марии Фёдоровне ко дню ее рождения. Построены из чугуна по проекту архитектора К. И. Росси и скульптора В. И. Демут-Малиновского.
Росси использовал один из проектов Нарвских ворот Кваренги, но с более широким пролётом, вследствие чего орла и ленты, которые он несёт, пришлось сильно растянуть.
Чугунный портик и ограда отлиты на Александровском чугунолитейном заводе под наблюдением и руководством директора завода М. Е. Кларка.
Отливка произведена в крайне короткий срок: всего за шесть недель. Ворота собраны в Павловске и установлены за две недели. На отливку портика и решеток израсходовано 5 тыс. пудов чугуна. 
Императрица Мария Фёдоровна особым рескриптом «повелела впредь и навсегда именовать ворота Николаевскими».
Николаевские ворота послужили образцом для постройки в 1832 году чугунных ворот в подмосковной усадьбе Кузьминки по проекту архитектора Д. Жилярди (не сохранились).
Первоначально ворота, как свидетельствуют архивные документы, окрашивали в два цвета: основной — светло-серый, декоративные детали — белого цвета. Аналогичным образом была окрашена и изящная решётка с накладными вазами, корзинами с цветами и фруктами (отлитыми из свинца, а не из чугуна), обрамляющая площадь перед воротами.
После 1917 года орлу сбили корону. Во время войны были выбиты снарядами две колонны у центрального проезда, ещё у одной колонны был выломан кусок нижней части. В 1960-х годах выполнена реставрация, в ходе которой ворота изменили окраску на однотонный тёмно-зелёный цвет. В 1978 году памятник передан в ведение Государственного музея городской скульптуры. В 1981 году выполнена очередная реставрация.
В 2003—2004 годах проведена реставрация, в ходе которой были отлиты заново и установлены колонны, имевшие значительные повреждения, возобновлены утраченные декоративные детали, и воротам возвращена историческая окраска.

## Описание
Ворота представляют собой двойной портик из восьми пар колонн дорического ордера, каннелированных в верхней части. У каждой из четырёх групп свой отдельно стоящий пьедестал, между которыми сделаны проходы, из них средний (транспортный) более чем в два раза шире боковых (пешеходных). На них расположен антаблемент с высоким аттиком и фигурой двуглавого орла. По сторонам от центрального проезда ворот установлено четыре колесоотбойника из литого чугуна. Высота ворот составляет – 10,7 м, ширина – 16,97 м.
Справа и слева от ворот установлена полуциркульная ограда из копий с накладными декоративными вазами и корзинами с цветами. Орел, венчающий ворота, и другие декоративные детали — венок, перуны — выполнены из выколотной меди.